# Csuhai Vivien
Csuhai Vivien (2003. január 8. –) magyar női korosztályos válogatott labdarúgó, a Budapest Honvéd támadója.

## Pályafutása

### Klubcsapatokban
Dunakeszin nevelkedett és ismerkedett meg a labdarúgással. 2020-ban került az Újpesthez, a liláknál pedig 15 mérkőzésen 25 találatot jegyzett az U19-es bajnokságban. Teljesítményével a felnőtt csapat figyelmét is felkeltette és 2021 februárjában bemutatkozhatott a Vasas elleni másodosztályú bajnokin.
2021 nyarán az MTK-hoz került, az ifik között pedig folytatta lehengerlő játékát. A Kész-St. Mihály FC ellen 11 gólt szerzett, végül 24 találatával a bajnokság gólkirálynője is lett. Profi szerződését 2022. március 4-én írta alá az akkor már első osztályú tapasztalattal is rendelkező támadó.
2024. július 8-án elfogadta a Budapest Honvéd ajánlatát és leszerződött a 2024–25-ös idény újoncához.

### A válogatottban
Az U19-es utánpótlás válogatottban 2022. február 18-án a Szlovénia elleni 4–0-ás győzelem alkalmával mutatkozott be.

## Statisztikái

### Klubcsapatokban
2024. augusztus 24-ével bezárólag
| Klub             | Szezon           | Bajnokság | Bajnokság | Kupa  | Kupa | Nemzetközi | Nemzetközi | Össz. | Össz. |
| Klub             | Szezon           | Mérk.     | Gól       | Mérk. | Gól  | Mérk.      | Gól        | Mérk. | Gól   |
| ---------------- | ---------------- | --------- | --------- | ----- | ---- | ---------- | ---------- | ----- | ----- |
| Újpest FC        | 2020–21          | 1         | 0         | 0     | 0    | 0          | 0          | 1     | 0     |
| Újpest FC        | Összesen         | 1         | 0         | 0     | 0    | 0          | 0          | 1     | 0     |
| MTK Budapest     | 2021–22          | 8         | 0         | 0     | 0    | 0          | 0          | 8     | 0     |
| MTK Budapest     | 2022–23          | 21        | 13        | 1     | 1    | 0          | 0          | 22    | 14    |
| MTK Budapest     | 2023–24          | 13        | 2         | 2     | 0    | 0          | 0          | 15    | 2     |
| MTK Budapest     | Összesen         | 42        | 15        | 3     | 1    | 0          | 0          | 45    | 16    |
| Budapest Honvéd  | 2024–25          | 1         | 1         | 0     | 0    | 0          | 0          | 1     | 1     |
| Budapest Honvéd  | Összesen         | 1         | 1         | 0     | 0    | 0          | 0          | 1     | 1     |
| Karrier összesen | Karrier összesen | 44        | 16        | 3     | 1    | 0          | 0          | 47    | 17    |